# Doubravan
Smíšený pěvecký sbor Doubravan je zapsaný spolek sdružující neprofesionální zpěváky v Chotěboři. Sbor funguje nepřetržitě už od roku 1862. V současné době má kolem 30 členů a jeho sbormistrem je Jakub Pikla.

## Historie

### Založení sboru
Ve třicátých letech 19. století se na chotěbořské faře scházela společnost, která zpívala vlastenecké písně. Na konci padesátých let začal zájemce o zpěv učit chotěbořský učitel František Buttula. Po vzniku nové říšské ústavy v roce 1861 začaly v českých zemích vznikat kulturní a osvětové spolky. V Chotěboři byla příležitostí k založení spolku slavnost k uctění Karla Havlíčka Borovského, která se konala v nedaleké Borové 19. srpna 1862 a na které vystoupily zpěvácké spolky z různých koutů Čech. Za dva týdny po té slavnosti (2. září 1862) se konala v Chotěboři ustavující schůze zpěváckého spolku a 23 zakládajících členů stvrdilo svými podpisy jeho založení.

### 19. století
Prvním sbormistrem Doubravanu byl chotěbořský učitel František Pospíšil, který v dubnu 1863 tuto funkci předal Františku Buttulovi, a ten pak Doubravan řídil třiadvacet let. V roce 1863 se začala připravovat slavnost svěcení praporu Doubravanu, která se konala v Chotěboři v neděli 13. září 1863. Zúčastnily se jí zpěvácké spolky z různých míst Čech, celkem s Doubravanem zde bylo na 400 zpěváků. Matkou praporu byla Marie Riegrová (rozená Palacká), která dala spolku heslo „Zpěv vlasti synů buď otcem činů“. Zprvu existoval Doubravan výhradně jako mužský sbor. V roce 1869 byl založen dámský pěvecký soubor Vlasta, který se stal od roku 1892 dámským odborem Doubravanu. V té době začal Doubravan spolupracovat také s hudebními tělesy z Chotěboře, z nichž se brzy stal hudební odbor Doubravanu. Na sklonku 19. století tedy Doubravan zastřešoval téměř všechnu hudební činnost v Chotěboři.

### 20. století
Na počátku 20. století se spolek ocitl v krizi a činnost mužského sboru upadala. První světová válka krizi ještě znásobila a činnost spolku byla ve větším rozsahu obnovena až v roce 1918. Za okupace českých zemí nacisty vyvíjel činnost hlavně orchestr, avšak jen v omezené míře. První koncert v po skončení války se konal 19. května 1945. Po změně politického režimu a zániku spolků fungoval od roku 1955 Doubravan jako zájmově umělecký soubor při ZK ROH Chotěbořských kovodělných závodů, a to jak sbor mužský, tak ženský i smíšený a orchestr. Do roku 1960 se však udržel jen orchestr, mužský sbor začal opět nacvičovat v roce 1967, ženský sbor v roce 1968.
V roce 1969 se v Chotěboři připravovalo 100. výročí založení a dokončení první velké školy v Chotěboři (chlapecké), u jejíhož vzniku byl rovněž učitel František Buttula – zakladatel Doubravanu. Bývalý ředitel této chlapecké školy František Brabenec připravil program pro oslavy, jehož součástí byl i slavnostní koncert Doubravanu. Tato událost byla impulsem k dalšímu pokračování činnosti Doubravanu, teď už jako smíšeného pěveckého sboru. Sbor také vystupoval na národních slavnostech v Litomyšli, kde spolu s mnoha dalšími sbory provedl Českou píseň Bedřicha Smetany. Po Františku Brabencovi stanul v čele sboru přibyslavský rodák a zároveň praktický lékař Jan Augstin, za jehož vedení podnikl sbor zahraniční turné do NDR. Po jeho smrti se ujala vedení paní Věra Voglová Fialová, za jejíhož vedení sbor navázal styky s partnerským sborem Vlašan ze slovenských Spišských Vlach. V roce 1985 převzala sbor paní Marie Fišerová, učitelka chotěbořské ZUŠ, která sbor vedla až do roku 1998.

### 21. století
V tomto roce převzala sbor paní Renáta Piklová. Za jejího vedení sbor podnikl zahraniční turné do Belgie, Maďarska a Slovenska, v roce 2002 natočil CD se svými výstupy, zúčastnil se mezinárodních soutěží (např. Svátky písní Olomouc) a také se účastnil provedení rozsáhlých vokálně instrumentálních děl (Miloš Bok – Snové koledy, Missa solemnis, Carl Orff – Carmina burana, Antonín Dvořák – Stabat Mater ad.). Renáta Piklová byla po zakladateli Františku Buttulovi druhým nejdéle sloužícím sbormistrem.
V roce 2016 začal Doubravan fungovat jako zapsaný spolek a vedení se ujal Jakub Pikla, syn předchozí sbormistryně, absolvent Konzervatoře Pardubice a student Akademie múzických umění v Praze. Doubravan se snaží udržovat tradici dvou hlavních sezónních koncertů ve městě – Vánočního koncertu, který je za doprovodu orchestru (v roce 2016 vystoupil se Symfonickým orchestrem Konzervatoře Pardubice) a Májového koncertu, kde sbor vystupuje bez hudebního doprovodu.